# 飯塚容
飯塚 容（いいづか ゆとり、1954年 - ）は、日本の中国文学者、翻訳家。中央大学文学部教授、前中央大学杉並高等学校校長。2025年3月定年退職し、名誉教授の称号を得る。
専門は中国現代文学、演劇。余華の作品などの翻訳を多く手掛けている。

## 経歴
1954年、北海道札幌市生まれ。父・飯塚朗は中国文学研究者で、北海道大学に勤務していた。1977年、東京都立大学人文学部中国文学科を卒業。同大学大学院に進み、1982年に博士課程を満期退学した。
その後は中央大学文学部専任講師となった。1986年に助教授、1996年に教授昇進。2015年から2019年まで、東京都杉並区にある中央大学杉並高等学校の校長を兼任した。日本ペンクラブ会員。2025年3月大学定年退職を機に研究活動を終了し、すべての学会・研究会から退会し、翻訳活動は継続することを表明した。

## 家族・親族
- 父：飯塚朗は同じく中国文学者・作家。北海道大学文学部名誉教授。

## 著作
- 『中国の「新劇」と日本：「文明戯」の研究』（中央大学出版部） 2014

### 共編著
- 『文明戯研究文献目録』（顧文勲共著、瀬戸宏, 平林宣和編、好文出版） 2007
- 『文明戯研究の現在 春柳社百年記念国際シンポジウム論文集』（瀬戸宏, 平林宣和, 松浦恆雄共編著、東方書店） 2009

## 翻訳
- 『張辛欣 同じ地平に立って・他』（山口守共訳、徳間書店、現代中国文学選集5） 1987
- 「バス停」（高行健、晩成書房、『中国現代戯曲集 第2集』に収載） 1995
- 『ある男の聖書』（高行健、集英社） 2001
- 『もうひとりの孫悟空』（李馮、中央公論新社） 2001
- 『高行健戯曲集』（菱沼彬晁共訳、晩成書房） 2003
- 『霊山』（高行健、集英社） 2003
- 『大浴女 水浴する女たち』（鉄凝、中央公論新社） 2004
- 「非常麻将」（李六乙、菊池領子共訳、晩成書房、『中国現代戯曲集 第5集』収載） 2004
- 「生死の場」（田沁[キン]、晩成書房、『中国現代戯曲集 第5集』収載） 2004
- 『母』（高行健、集英社） 2005
- 『碧奴 涙の女』（蘇童、角川書店） 2008
- 『曹禺作品集 上』（中山文共訳、晩成書房、中国現代戯曲集 第8集） 2009
- 『曹禺作品集 下』（内山鶉共訳、晩成書房、中国現代戯曲集 第9集） 2009
- 『河・岸』（蘇童、白水社、Ex libris） 2012
- 『小陶一家の農村生活』（韓東、勉誠出版、コレクション中国同時代小説3） 2012
- 『富萍 上海に生きる』（王安憶、宮入いずみ共訳、勉誠出版、コレクション中国同時代小説6） 2012
- 『ブラインド・マッサージ』（畢飛宇、白水社） 2016
- 『父を想う ある中国作家の自省と回想』（閻連科、河出書房新社） 2016
- 『武漢日記 封鎖下60日の魂の記録』（方方、渡辺新一共訳、河出書房新社） 2020
- 『心経』（閻連科、河出書房新社） 2021
- 『長恨歌』（王安憶、アストラハウス） 2023

### 余華
- 『活きる』（余華、角川書店） 2002
- 『ほんとうの中国の話をしよう』（余華、河出書房新社） 2012
- 『血を売る男 許三観売血記』（余華、河出書房新社） 2013
- 『世事は煙の如し 中短篇傑作選』（余華、岩波書店） 2017
- 『中国では書けない中国の話』（余華、河出書房新社） 2017
- 『雨に呼ぶ声』（余華、アストラハウス） 2020
- 『作家たちの愚かしくも愛すべき中国 なぜ、彼らは世界に発信するのか』（高行健, 余華, 閻連科、中央公論新社） 2018
- 『文城 - 夢幻の町』（余華、中央公論新社） 2022

## 参考
- ISBN　978-4-560-09020-6
- 飯塚 容（中央大学 研究者情報データベース） - ウェイバックマシン（2016年4月11日アーカイブ分）